# Dallas International School
Dallas International School (DIS) est un établissement d'enseignement français à l'étranger, créé en 1991 et situé à Dallas dans l'État du Texas aux États-Unis. Il propose un enseignement plurilingue et interculturel à quelque 700 élèves, de la toute petite section de la maternelle à la terminale. L'établissement est homologué depuis 1994 par le Ministère de l'éducation nationale de France.